# Phasmahyla
Phasmahyla (лат.) — род бесхвостых земноводных из семейства квакш. Род включает виды, найденные в юго-восточной Бразилии от восточного штата Минас-Жерайс и центрального штата Эспириту-Санту до восточного штата Парана.

## Классификация
На январь 2023 года в род включают 8 видов:
- Phasmahyla cochranae (Bokermann, 1966) — Филломедуза Кокрен
- Phasmahyla cruzi Carvalho-e-Silva, Silva, and Carvalho-e-Silva, 2009
- Phasmahyla exilis (Cruz, 1980)
- Phasmahyla guttata (Lutz, 1924) — Пятнистая филломедуза
- Phasmahyla jandaia (Bokermann and Sazima, 1978)
- Phasmahyla lisbella Pereira at al., 2018
- Phasmahyla spectabilis Cruz, Feio, and Nascimento, 2008
- Phasmahyla timbo Cruz, Napoli, and Fonseca, 2008